# 언양 분기점
언양 분기점(彦陽分機點, Eonyang Junction, 언양JC)은 울산광역시 울주군 언양읍 동부리와 어음리에 걸쳐 설치된 경부고속도로와 울산고속도로가 만나는 분기점이자 울산고속도로의 기점이다.

## 연혁
- 1969년 12월 29일 : 경부고속도로 대구 ~ 부산 구간 및 언양울산고속도로 전 구간 개통에 따라 영업 개시[1]
- 2012년 4월 16일 : 2016년까지 언양 ~ 영천 구간 왕복 6차로 확장 공사로 인해 선형 변경으로 울산광역시 울주군 도시계획시설 교통광장 면적 변경[2]

## 접속하는 노선

### 부산・서울방면
- 경부고속도로 (7번)

### 범서방면
- 울산고속도로 (1번)